# Lillaverkemeteoriten

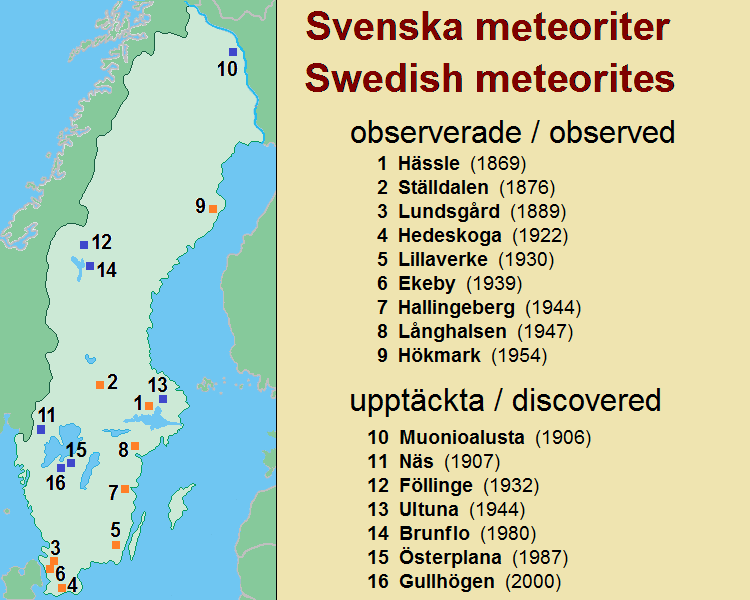
Karta över svenska meteoritnedslag, Lillaverke 1930 (nr 5)

Lillaverkemeteoriten är en stenmeteorit som slog ner den 11 maj 1930. Händelsen är ett av de få observerade meteoritnedslagen i Sverige.

## Nedslagsplatsen
Nedslaget skedde vid Lillaverke i Oskars socken i nuvarande Nybro kommun i Kalmar län.
Nedslaget skedde kring kl 16:00 efter att ljudet av den fallande stenen hade hörts kort dessförinnan.
Händelsen publicerades bl.a. i Barometern den 14 maj 1930 och i svensk-amerikanska Vestkusten den 18 dec.
1930 lämnade Nils Zenzén en utförlig beskrivning (Geologiska Föreningen i Stockholm Förhandlingar, 1944, vol 52, nr 3, s 366-369) om meteoriten ("Preliminary Note on the Lillaverke Meteorite") och nedslaget.

## Meteoriten
Meteoriten är en stenmeteorit (Kondriter) och består till största delen av olivin och pyroxen.
Meteoritfyndet bestod av en enda sten och vikten uppskattas till cirka 6,3 kilogram.
De flesta delar förvaras idag på Naturhistoriska riksmuseet (Enheten för Mineralogi).